# Doellingeria
Doellingeria je rod glavočika smješten u vlastiti podtribus Doellingeriinae,  dio tribusa Astereae. Pripada mu 13 vrsta rasprostranjenih po velikim dijelovima Sjeverne Amerike

## Vrste
1. Doellingeria breweri (A.Gray) Semple, Brouillet & G.A.Allen
2. Doellingeria elegans (Nutt.) Semple, Brouillet & G.A.Allen
3. Doellingeria engelmannii (D.C.Eaton) Semple, Brouillet & G.A.Allen
4. Doellingeria glabrata (Greene) Semple, Brouillet & G.A.Allen
5. Doellingeria glaucescens (A.Gray) Semple, Brouillet & G.A.Allen
6. Doellingeria gormanii (Piper) Semple, Brouillet & G.A.Allen
7. Doellingeria infirma Greene
8. Doellingeria ledophylla (A.Gray) Semple, Brouillet & G.A.Allen
9. Doellingeria paucicapitata (B.L.Rob.) Semple, Brouillet & G.A.Allen
10. Doellingeria sericocarpoides Small
11. Doellingeria tomentella (Greene) Semple, Brouillet & G.A.Allen
12. Doellingeria umbellata (Mill.) Nees
13. Doellingeria vialis (Bradshaw) Semple, Brouillet & G.A.Allen

## Sinonimi
- Eucephalus Nutt.